# London Boulevard
A London Boulevard (eredeti cím: London Boulevard) 2010-ben bemutatott brit film noir stílusú gengszterfilm.
Nagy-Britanniában 2010. november 26-án jelent meg.
A film története Ken Bruen azonos című könyve alapján készült. Rendezte és a forgatókönyvet írta William Monahan, akinek ez az első rendezése. A film főszereplői Colin Farrell, Keira Knightley, David Thewlis, Anna Friel és Ray Winstone.

## Cselekménye
|  | Alább a cselekmény részletei következnek! |

Londonban egy fiatal, de a munkától visszavonult és a nyilvánosságtól irtózó színésznő/modell (Keira Knightley) Mitchellt, egy frissen szabadult bűnözőt (Colin Farrell) fogad fel testőrének. Mitchell egy verekedésben megölte támadóját, ezért hároméves börtönbüntetést kapott. Szeretne szakítani múltjával, mert nem akar visszamenni a börtönbe, azonban korábbi kapcsolatai ezt másképpen gondolják, ezért kénytelen felvenni a kesztyűt.
|  | Itt a vége a cselekmény részletezésének! |

## Szereposztás
- Colin Farrell – Mitchell, frissen szabadult bűnöző[2][3]
- Keira Knightley – Charlotte, visszavonult fiatal színésznő[2][3]
- Ray Winstone – Rob Gant, bűnözők főnöke[3]
- David Thewlis – Jordan, a színésznő üzleti menedzsere[3]
- Anna Friel – Briony, Mitchell húga[3]
- Stephen Graham – Mitchell kisstílű társa[4]
- Ben Chaplin – Billy, kisstílű bűnöző, Mitchell haverja[5]
- Eddie Marsan – DI Bailey
- Matt King – Fletcher
- Sanjeev Bhaskar – Dr. Sanji Raju kórházi orvos
- Ophelia Lovibond – Penny, a színésznő barátnője

## A film készítése
A film története Londonban játszódik, a jelenetek többségét is itt vették fel. Néhány jelenet az Ealing Studiosban készült. A vidéki felvételek Hammerwood Parkban készültek. A felvételek 2009. június 8-án kezdődtek.

## Fordítás
Ez a szócikk részben vagy egészben  a   London Boulevard című angol Wikipédia-szócikk fordításán alapul.  Az eredeti cikk szerkesztőit annak laptörténete sorolja fel. Ez a jelzés csupán a megfogalmazás eredetét és a szerzői jogokat jelzi, nem szolgál a cikkben szereplő információk forrásmegjelöléseként.